# Lestignathina
Lestignathina es una subtribu de coleópteros adéfagos perteneciente a la familia Carabidae.

## Géneros
Se reconocen los siguientes géneros:
- Atrotus Peringuey, 1896
- Dilonchus Andrewes, 1936
- Hormacrus Sloane, 1898
- Lacordairia Castelnau, 1867
- Lestignathus Erichson, 1842
- Microferonia Blackburn, 1890
- Microzargus Sciaky & Facchini, 1997
- Platylytron MacLeay, 1873
- Siagonyx MacLeay, 1873
- Zargus Wollaston, 1854